# 耳機製造商列表
耳機製造商，又稱耳機廠商、耳機廠牌或耳機品牌。

## 製造商種類
耳機製造商種類區分下列四種。

### 純耳機製造商
只製造耳機及耳機放大器的製造商，沒有製造其他音訊器材。
- 1MORE[1]
- Sabbat
- Campfire Audio[2]
- Audiofly［已結束營運］[3]
- Chord&Major[4][5]
- Final[6]
- Fischer Audio[7]
- Hoomia[8][9]
- Jaybird（英语：Jaybird (company)）（已被羅技收購[10]）
- JAYS[11]
- Meze（英语：Meze Headphones）[12]
- RHA［已結束營運］[13]
- Skullcandy（英语：Skullcandy）[14][15]
- Stax（英语：Stax Ltd）（已被漫步者收購[16]）
- 德國極致耳機（Ultrasone）[17]
- V-Moda（英语：V-Moda）（已被樂蘭公司收購[18]）
- Westone（英语：Westone）[19]
- Zero Audio[20]
- 茶樂音人[20]

### 音訊器材製造商
以製造音訊器材（耳機、播放器、麥克風、高保真音響、放大器及揚聲器）為主的製造商。
- AKG（已被三星集團收購[21]）
- Astell&Kern（英语：Astell&Kern）[22]
- 鐵三角[23]
- 鉑傲[24]
- Beats（已被蘋果收購）
- 宝华韦健[25]
- 博士音響
- Master & Dynamic（英语：Master & Dynamic）
- 帝瓦雷[26]
- 拜亞動力[27]
- 創新科技
- 天龍[28]
- 漫步者[29][30]
- Etymotic Research（日语：Etymotic Research）
- Fostex（英语：Fostex）[31]
- Goldring（英语：Goldring (audio company)）
- 歌德
- 哈曼卡頓（已被三星集團收購[21]）
- HiFiMan[32]
- Jabra（英语：Jabra (headset)）[33]
- JBL（已被三星集團收購[21]）
- JH Audio（英语：Jerry Harvey (inventor)#JH Audio）[34]
- KEF（英语：KEF）[19]
- Klipsch（英语：Klipsch Audio Technologies）
- Koss Corporation（英语：Koss Corporation）
- Marshall[35]
- Focal-JMLab
- 魔聲
- 安橋［已結束營運］[36]
- Plantronics（英语：Plantronics Gamecom）
- 聲海[37]
- 舒爾
- Superlux[38]
- Ultimate Ears（已被羅技收購[10]）

- Fiio飛傲
- MoonDrop水月雨

### 電子樂器製造商
以製造電子樂器為主的製造商，另有製造耳機。
- 芬達樂器公司[39]
- 吉普森吉他公司[40]
- 樂蘭公司
- 山葉[41]

### 消費電子產品公司
以製造消費電子產品為主的製造商，另有製造耳機。
- 蘋果[42]
- 華碩[43]
- Elecom（日语：エレコム）
- 富士通
- 昆盈企業[44]
- 技嘉
- 宏達國際電子
- 華為[45]
- JVC[46]
- 金士頓科技[47]
- Lindy（英语：Lindy Electronics）[48]
- 羅技
- 微星科技
- 中道公司
- 奧圖碼科技
- 松下電器
- 先鋒公司
- 飛利浦[49]
- Razer[50]
- 三星集團
- 索尼[51]
- TDK[52]
- Vivo
- 小米科技